# Кашва (Муреш)
Кашва (рум. Cașva) насеље је у Румунији у округу Муреш у општини Гургиу. Oпштина се налази на надморској висини од 436 m.

## Становништво
Према подацима из 2002. године у насељу је живело 570 становника, од којих су сви румунске националности.